# EM i gravel 2028
EM i gravel 2028 er det 6. europæiske mesterskab i gravelcykling. Konkurrencerne finder sted i august eller september 2028 i Silkeborg.